# 蚤の王
『蚤の王』（のみのおう）は、安彦良和の漫画作品。相撲の始祖とされる野見宿禰（のみのすくね）を主人公とする、多くの仮説・創作を盛り込んだ古代史作品。
『古事記巻之三』という副題が付され、『ナムジ』『神武』の続編という扱いになるが、前2作が登場人物等の面で相互に関連があったのに対して、本作品は宿禰の一族がナムジ（＝大国主）およびツノミ（＝賀茂建角身命）を祖とする出雲族の末裔であるという関連を除き、ほぼ独立した作品であると言える。

## 出版
2001年に講談社の『モーニング 新マグナム増刊』に連載されKCデラックスで刊行、2004年に中公文庫コミック版で再刊された。

## あらすじ
時は『神武』よりさらに下って4世紀、垂仁天皇の時代。大和では、イワレヒコ（＝神武天皇）を始祖とする日向系の天皇家と、ツノミを始祖とし天皇家に仕える出雲族という社会構造が作られている。
出雲族の野見宿禰と当麻蹶速（たぎまのけはや）は天皇の命令により相撲の御前試合に臨むが、これは蹶速が統治する当麻の地を奪うための策略であった。蹶速は敗死し、天皇は自らの策略を隠すため宿禰の一族に当麻の地を与えて間接支配を目論む。蹶速の息子である勇稚（いさち）は宿禰を父の敵とし、山にこもって修行を積む。
父祖の地を追われた当麻の民は窮乏に苦しむ。だが、勝ったはずの出雲族も重い賦役を課せられ、かえって生活は苦しくなってしまった。そして真の勝者であるはずの天皇も、何の祟りか愛しい御子が口を利くことも立つこともできぬ様に苦しんでいた。
そんなある日、宿禰は山中で不意に足萎え（下半身麻痺）になり、倒れてしまう。かつて蹶速にかけられた技「三年殺し」が、呪いか天罰のように効いてきたのだ。一人行き倒れた「父の仇」宿禰を助けたのは、なんと蹶速の遺児である斯図利（しどり）だった…

## 主な登場人物
以下では記紀の記述との関連、および仮説・創作と思われる点について示す。
野見宿禰本編の主人公。ツノミの時代に初瀬の地に入植した出雲族の勇士という設定である。土師として働く描写もあるが、これは宿禰が埴輪を作って殉死の風習に代えたという日本書紀の記述に基づくものである。
当麻蹶速当麻の地を統治する勇士。宿禰より強いが謀略によって敗れる。
勇稚蹶速の息子。「いさち」の名は蹶速の強さに感嘆した垂仁天皇が名を与えたという設定だが、安彦の創作したキャラクターと考えられる。仇討ちの矛先を足萎えの宿禰から黒幕の垂仁天皇へと向けるが捕らえられ、殉死者として埋められる。
斯図利（しどり）蹶速の娘、勇稚の妹。優秀な織女であり、また宿禰に淡い恋心を抱く描写がある。安彦の創作したキャラクターと考えられる。